# Aeroportul Lympne
Aeroportul Lympne (IATA: LYM, ICAO: EGMK) este un aeroport din Lympne⁠(d), Folkestone and Hythe, Kent⁠(d), Kent, South East England, Anglia, Regatul Unit ce deservește zona Ashford. Aeroportul a fost tranzitat în 1973 de 123.803 pasageri.
Situat la o altitudine de 107 m, aeroportul dispune de o singură pistă. Este operat de Royal Flying Corps⁠(d).